# Eduard Goldkuhle

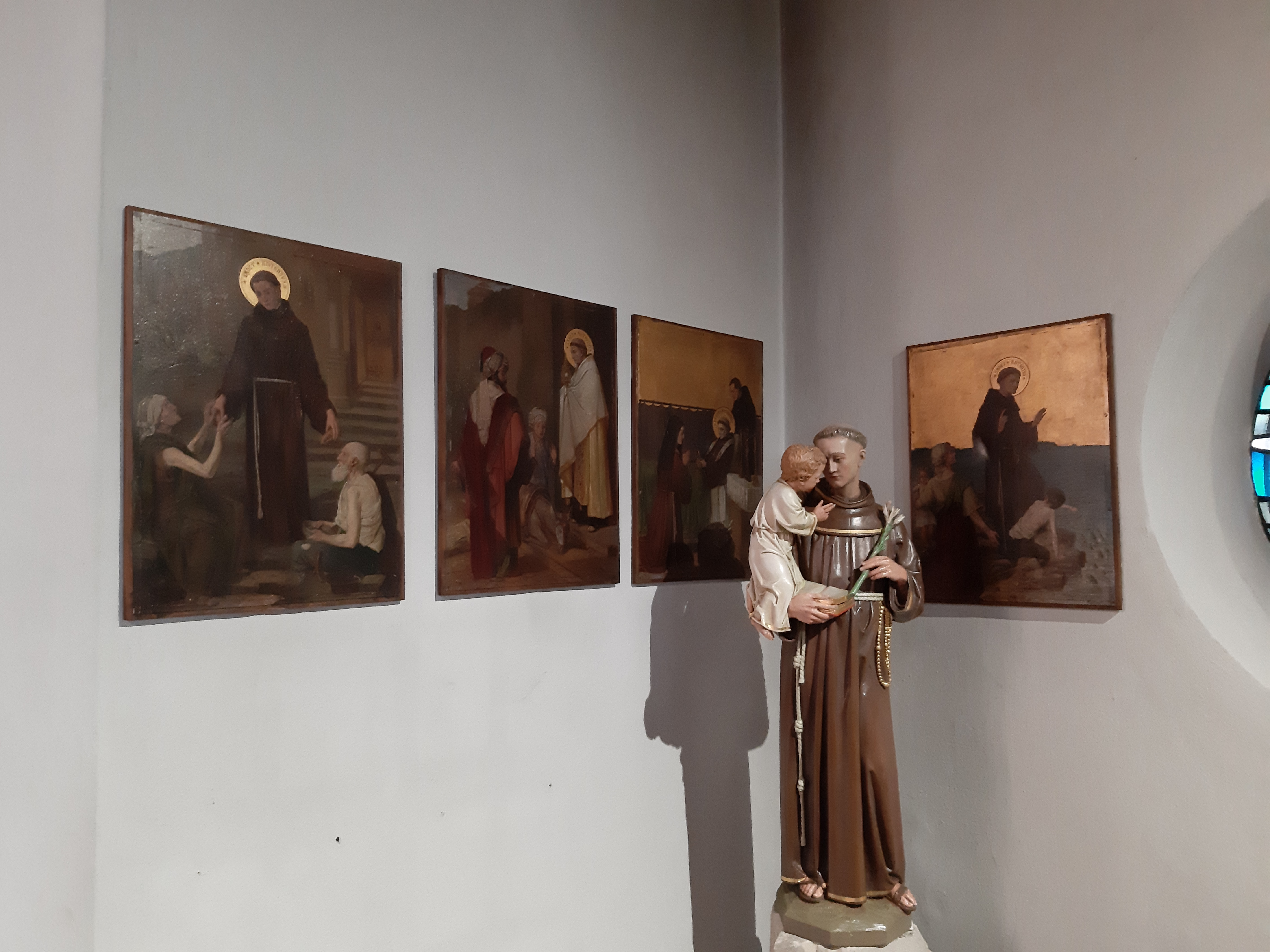
Vier ehemalige Altargemälde Eduard Goldkuhles in der St. Antoniuskirche in Dortmund

Eduard Goldkuhle (* 1. November 1878 in Wiedenbrück; † 8. Februar 1953 in Oelde) war ein deutscher Maler. Er zählt zu den Künstlern der Wiedenbrücker Schule und ist vor allem für seine Kirchenausmalungen bekannt.

## Leben
Eduard Goldkuhles Vater war der Maler Franz Georg Goldkuhle, in dessen Atelier er in jungen Jahren das Handwerk erlernte. Goldkuhle besuchte die Wiedenbrücker Volks- und Rektoratsschule und bildete sich nebenher auf einer von seinem Vater gemeinsam mit Christoph Siebe geleiteten Abend-Zeichenschule weiter. Nach dem frühen Tod seines Vaters musste Goldkuhle auf einen Gymnasialabschluss und ein geplantes Studium verzichten, um mit 21 Jahren dessen Werkstatt zu übernehmen. Georg Goldkuhle hatte der Werkstatt bereits einen überregionalen Ruf erarbeitet, an den sein Sohn nach der Übernahme anknüpfen konnte.
Eduard Goldkuhle spezialisierte sich wie sein Vater auf Kirchenausmalungen und Altargestaltung. Er setzte dessen enge Zusammenarbeit mit ebenfalls in Wiedenbrück ansässigen Bildhauer- und Altarbauerwerkstätten, der sogenannten Wiedenbrücker Schule, fort. Im Jahr 1905 heiratete Goldkuhle Anna Rinsch und errichtete in Wiedenbrück ein neues Haus mit einer größeren Werkstatt. Im Ersten Weltkrieg diente er für drei Jahre. Seine daheimgebliebenen Familienangehörigen und Werkstattmitarbeiter trugen in dieser Zeit für das deutsche Heer Tarnfarbe auf Kisten und Fahrzeuge auf.
Nach Kriegsende konnte Goldkuhle sein Wirken nur unter erschwerten Bedingungen fortsetzen. Der Krieg sowie die darauffolgenden Krisenjahre hatten dazu geführt, dass in den 1910ern und 1920ern die Zahl der Altaraufträge stark abnahm und dadurch die Zusammenarbeit mit den anderen Wiedenbrücker Werkstätten zunehmend zum Erliegen kam. Goldkuhle verlegte deshalb seine Werkstatt 1929 nach Dortmund. Von dort aus führte er weiterhin Kirchenausmalungen durch, fertigte aber auch immer mehr Trivialkunst an, vor allem Porträts, Landschaften, Blumenstücke und Kopien. In dieser Zeit bildete Goldkuhle seinen Sohn Josef Goldkuhle als seinen Nachfolger aus. Dieser verließ wie sein Vater das Gymnasium ohne Abschluss, um in der Werkstatt seines Vaters mitzuarbeiten. Er wurde aber, nachdem er seine Meisterprüfung 1939 abgeschlossen hatte, im Jahr 1940 zum Militär eingezogen und führte das Handwerk seines Vaters nach der Rückkehr aus der Kriegsgefangenschaft im Jahr 1948 nicht mehr fort.
1942 zog Goldkuhle zu seiner Tochter nach Oelde. Während des Zweiten Weltkrieges kam Goldkuhles Arbeit als Kirchenmaler völlig zum Erliegen. Bis zu seinem Tod im Jahr 1953 beschäftigte er sich nun ausschließlich mit der Anfertigung von profanen Gemälden.

## Schaffen
Die Werkstatt Goldkuhles umfasste zeitweise bis zu zwanzig Mitarbeiter, die am handwerklichen Teil seiner Arbeit mitwirkten. In der Zeit von Eduard Goldkuhles Übernahme der väterlichen Werkstatt bis zum Ersten Weltkrieg bemalte und vergoldete Goldkuhles Werkstatt im Rahmen seiner Zusammenarbeit mit den Bildhauern und Altarbauern der Wiedenbrücker Schule vielfach deren Werke. Ihr Hauptstandbein war allerdings die Ausmalung von Kirchengebäuden, insbesondere die Gestaltung von Altarbildern, Wandgemälden und Kreuzwegen. Als künstlerisch wichtig wurde bei dieser Arbeit vor allem die Erstellung der Entwürfe erachtet, die Malerarbeiten wurden oft von Angehörigen der Werkstatt ausgeführt.
Bei der Erstellung von Entwürfen mussten sich Kirchenausmaler stilistisch oft an bereits vorhandene Werke anpassen. Wenn eine größere gestalterische Freiheit möglich war zeigte sich, insbesondere bei Raumausmalungen, Goldkuhles Beeinflussung durch den Jugendstil. Bei Gemälden und Kreuzwegen wandelte sich sein Stil, insbesondere beim Abbilden von Personen, im Laufe der Zeit zunehmend von einem idealisierenden zu einem eher naturalistischen. Insbesondere Goldkuhles Erfahrungen während des Ersten Weltkrieges scheinen zu dieser Entwicklung beigetragen zu haben, so sieht man insbesondere Jesus in Goldkuhles Darstellungen der Nachkriegszeit die erlittenen Torturen deutlicher an als in früheren Werken. Wie schon die Werke seines Vaters zeichneten sich auch diejenigen Goldkuhles dadurch aus, dass er oft lokal ansässige Modelle nutzte und lokale Motive in seine Kompositionen einarbeitete, um es den Kirchgängern einfacher zu machen, einen Bezug zum Gezeigten herzustellen. In der Spätphase seiner kirchenmalerischen Tätigkeit, nach seiner Umsiedlung nach Dortmund, lässt sich feststellen, dass in den Gemälden alles Nebensächliche zunehmend zurücktritt, teilweise werden nur noch die Hauptfiguren der dargestellten Szenen abgebildet, auf Szenerie wird völlig verzichtet.

## Erhaltene Werke (Auswahl)
- Altenbeken, Heiliges Kreuz; 4 Evangelistengemälde, Marienaltar
- Bad Driburg, St. Peter und Paul; Ausmalung
- Bad Driburg-Reelsen, St. Martinus; Kreuzweg
- Bawinkel, St. Alexander; Ausmalung
- Dortmund, St. Antonius; 8 Altargemälde für Marien- und Antoniusaltar
- Duisburg-Buchholz, St. Judas Thaddäus; Marienaltar
- Emsbüren, St. Andreas; 2 Altäre
- Göttingen, St. Paulus; Deckengemälde
- Hamburg, St. Marien-Dom; Wandmalerei
- Herne-Baukau, St. Marien; Kreuzweg
- Kamen-Heeren, Herz Jesu; Raumfassung mit Ornamentik
- Lünen, Herz Jesu; Kreuzweg
- Neheim, St. Johannes Baptist; Chorausmalung, Vergoldung, Versilberung der Altäre
- Paderborn-Dahl, St. Margareta; Hochaltar, Chorausmahlung
- Rietberg, ehem. Franziskanerkirche; Kreuzweg
- Rinteln, St. Sturmius; 2 Seitenaltäre
- Rüthen, St. Johannes Baptist; Goldene Tafel
- Unna, St. Katharina; Kreuzweg
- Verden, St. Josef; Ausmalung
- Wilebadessen-Eissen, St. Liborius; Chor-Ausmalung
- Züschen, St. Johannes Baptist; Ausmalung